# Kundarkhi
Kundarkhi är en ort i Indien.   Den ligger i distriktet Morādābād och delstaten Uttar Pradesh, i den norra delen av landet, 150 km öster om huvudstaden New Delhi. Kundarkhi ligger 198 meter över havet och antalet invånare är 27 197.
Terrängen runt Kundarkhi är mycket platt. Runt Kundarkhi är det tätbefolkat, med 881 invånare per kvadratkilometer. Närmaste större samhälle är Morādābād, 17,3 km norr om Kundarkhi. Trakten runt Kundarkhi består till största delen av jordbruksmark.